# Équipe d'Ukraine espoirs de football
Maillots
L'équipe d'Ukraine espoirs de football est constituée par une sélection des meilleurs joueurs ukrainiens de moins de 23 ans sous l'égide de la Fédération d'Ukraine de football. L'âge limite pour jouer en espoirs est de 21 ans à la date du début des phases éliminatoires d'un championnat d'Europe.
Après la chute de l'Union des républiques socialistes soviétiques en 1991, l'équipe d'Ukraine de football joua son premier match officiel en avril 1992. Les espoirs jouèrent leurs premiers matchs officiels en 1994 en vue de la qualification pour le Championnat d'Europe de football espoirs de 1996.
Le meilleur résultat des espoirs ukrainiens est une place de vice-champion d'Europe lors du Championnat d'Europe de football Espoirs 2006, finale perdue 3-0 contre les Pays-Bas.

## Parcours au Championnat d'Europe espoirs
- 1996 : Non qualifié
- 1998 : Non qualifié
- 2000 : Non qualifié
- 2002 : Non qualifié
- 2004 : Non qualifié
- 2006 : Finaliste
- 2007 : Non qualifié
- 2009 : Non qualifié
- 2011 : 1er tour
- 2013 : Non qualifié
- 2015 : Non qualifié (barrages)
- 2017 : Non qualifié
- 2019 : Non qualifié
- 2021 : Non qualifié

## Palmarès
- Championnat d'Europe : finaliste en 2006

## Les sélectionneurs
- Volodymyr Muntian (1992-1994)
- Viktor Kolotov (1995)
- Oleksandr Ishchenko (1996-1997)
- Viktor Kolotov (1998-1999)
- Vladimir Onischenko (1999-2001)
- Anatoliy Kroshchenko (2002)
- Pavel Yakovenko (2002-2004)
- Oleksiy Mykhaylychenko (2004-2007)
- Volodymyr Muntian (2008)
- Pavel Yakovenko (2008-2012)
- Serhiy Kovalets (2013-2015)
- Oleksandr Holovko (2015-2018)
- Rouslan Rotan (2019- )